# Рутенија
Појам Рутенија (лат. Ruthenia) је вишезначни хороним (обласни назив), који је током старије историје употребљаван у појединим (првенствено несловенским) језицима као егзонимски (страни) назив за разне области настањене Источним Словенима. Појам је поникао у средњовековном латинском језику, међу страним хроничарима и картографима, а потом је ушао у геополитичку терминологију. Иако је првобитно употребљаван у веома широком значењу, појам је након 18. века постепено сужаван на просторе који се данас највећим делом налазе у саставу савремених држава Украјине и Белорусије. Пошто је био страног порекла, појам Рутенија се током историје није одомаћио у словенској терминологији, тако да у историјској стварности никада није постојала ни једна словенска област или држава која би сама себе на домаћем словенском језику називала Рутенијом.

## Историја
За време постојања Кијевске Русије и њених удеоних кнежевина, све источнословенске области су у латинској терминологији означаване појмом Русија (лат. Rusia или Russia). Током времена, поједини страни хроничари и картографи су поред тог изворног назива почели да користе и појам Рутенија (лат. Rutenia или Ruthenia). У својим латинским актима, источнословенски кнежеви нису користили појам Рутенија, већ су своје области означавали појмом Русија. На старим географским картама, насталим у средњој и западној Европи до 18. века, појам Рутенија се среће веома ретко, пошто је већина старих картографа употребљавала изворне обласне називе, изведене из руског имена (Бела Русија, Црвена Русија, Црна Русија, Мала Русија, Велика Русија).
Кључна промена у геополитичком значају појма Рутенија догодила се крајем 18. века, након хабзбуршког запоседања Галиције (1772) и реорганизације гркокатоличких (унијатских) установа у источнословенским областима. У сарадњи са унијатским круговима, хабзбуршке власти су почеле да потенцирају употребу појма Рутенија, чиме се желела избећи употреба изворних (ендонимских) обласних назива, изведених из руског имена. Уместо изворних обласних имена (као што су: Бела Русија, Црвена Русија, Црна Русија, Карпатска Русија), у аустро-немачкој и унијатској литератури форсирана је употреба страних (егзонимских) појмова, као што су: Бела Рутенија, Црвена Рутенија, Црна Рутенија и Карпатска Рутенија. Иако нису стекли популарност у народу, поменути вештачки појмови су током 19. века, посредством аустро-немачке и унијатске литературе и пропаганде, ушли у разне стране језике.
Злоупотреба овог појма је кулминирала након окупације совјетске Белорусије од стране Нацистичке Немачке (1941—1944). У склопу своје антисловенске, односно антируске политике, нацисти су одлучили да се за окупиране белоруске области не употребљава основни немачки назив за Белорусију, већ је на том подручју створена окупациона област под називом Бела Рутенија, чиме се желела избећи употреба изворног назива, који је изведен из руског имена. Нацистичким озваничењем назива Бела Рутенија по први пут у историји је створен један политичко-административни ентитет који је у свом службеном називу садржао појам Рутенија. Краткотрајна нацистичка Бела Рутенија остаје једина Рутенија која је икада стварно постојала.
Током новије историје, појам Рутенија је постао предмет додатних манипулација и злоупотреба, првенствено у антируској литератури, што је дошло до посебног изражаја у савременим настојањима да се тај вештачки појам одржи у животу, са циљем даљег потискивања разних изворних обласних назива, изведених из руског имена. Та појава је присутна у савременој публицистици на енглеском језику, где се поменути појам (енгл. Ruthenia) често употребљава у функцији избегавања употребе изворних обласних назива, што представља посебан терминолошки изазов за истраживаче у области друштвених и историјских наука.